# تاجچی
تاجچی (به انگلیسی: Tajči) (زاده ۱ ژوئیه ۱۹۷۰) خواننده کروات است.
او نماینده یوگسلاوی در مسابقه آواز یوروویژن ۱۹۹۰ بود.